# نفی سبیل
نفی سبیل قاعده‌ای اسلامی است که هرگونه تسلط کفار بر مسلمانان را در هر زمینه‌ای از جمله سیاسی، اجتماعی، فرهنگی، اقتصادی و نظامی، جایز نمی‌شمارد.
از مهم‌ترین آیات قرآنی که بر این اصل دلالت دارد آیهٔ ۱۴۱ سورهٔ نساء است:

الَّذِينَ يَتَرَبَّصُونَ بِكُمْ فَإِنْ كَانَ لَكُمْ فَتْحٌ مِنَ اللَّهِ قَالُوا أَلَمْ نَكُنْ مَعَكُمْ وَإِنْ كَانَ لِلْكَافِرِينَ نَصِيبٌ قَالُوا أَلَمْ نَسْتَحْوِذْ عَلَيْكُمْ وَنَمْنَعْكُمْ مِنَ الْمُؤْمِنِينَ ۚ فَاللَّهُ يَحْكُمُ بَيْنَكُمْ يَوْمَ الْقِيَامَةِ ۗ وَلَنْ يَجْعَلَ اللَّهُ لِلْكَافِرِينَ عَلَى الْمُؤْمِنِينَ سَبِيلًا

همان منافقان که در انتظار فرصتند تا اگر فتحی از ناحیه خدا نصیب شما شود خود را از شما دانسته، می‌گویند: مگر ما با شما نبودیم و اگر نصیب کافران شود به آنان می‌گویند: مگر نبود که ما رهنمودهای خود را به شما قبولاندیم و نمی‌گذاشتیم به دین مؤمنین بگروید، ولی خدا در قیامت بین شما حکم خواهد کرد و خدا تا ابد اجازه نداده که کافران کمترین تسلطی بر مومنان داشته باشند

بسیاری از فقها در کتب خویش مواردی اورده‌اند که مبنای آن قاعده نفی سبیل می‌باشد  به عنوان نمونه در کتاب التسهیل الضروری شرکت مفاوضه بین مسلمان و کافر باطل محسوب شده‌است چراکه در این نوع از شرکت هر یک از شرکا بر امور مالی شریک دیگر مسلط می‌گردد بنابراین اگر شرکت مفاوضه بین مسلمان و کافر منعقد گردد باعث تسلط کافر بر مسلمان می‌گردد که این امر بر اساس قاعده نفی سبیل پذیرفته نمی‌باشد.

## منبع‌ها
1. ↑  حسین رحمانی (تابستان ۱۳۸۲). «قاعده نفی سبیل از منظر فریقین». پایگاه حوزه. دریافت‌شده در ۱۴ آذر ۱۳۹۰.
2. ↑  «آیه نفی سبیل». ویکی‌فقه. دریافت‌شده در ۱۴ آذر ۱۳۹۰.
3. ↑  علامه طباطبایی. «تفسیر [[المیزان]]». ایگاه اطلاع رسانی غدیر. بایگانی‌شده از اصلی در ۲۹ اکتبر ۲۰۱۷. دریافت‌شده در ۱۴ آذر ۱۳۹۰. تداخل پیوند خارجی و ویکی‌پیوند (کمک)

کتاب «قاعده منع استیلای کفار بر مسلمانان»نوشته محمد اسعدی دانش آموخته حوزه علمیه قم منبع جامعی برای این موضوع است.
اتسهیل الضروری لمسائل القدروی،محمد عاشق الهی البرنی. انتشارات مکتبه الشیخ. کراشی /1411 قمری